# Nom de code : Nina
Pour plus de détails, voir Fiche technique et Distribution.
Nom de code : Nina ou Sans Retour au Québec (Point of No Return) est un film d'action américain réalisé par John Badham, sorti en 1993.
C'est un remake du film français Nikita de Luc Besson (1990).

## Synopsis
À Washington, un groupe de jeunes délinquants pille une pharmacie pour se procurer de la drogue. Les forces de l'ordre interviennent et les tuent tous, à l'exception de Maggie (Bridget Fonda). Ayant tué un policier, elle est condamnée à mort par injection, mais se réveille après l'exécution qui n'était qu'un simulacre pour la rayer de l'état-civil. Elle va être entraînée par un certain Bob, pour devenir une tueuse à la solde du gouvernement.

## Fiche technique
Sauf indication contraire, les informations mentionnées dans cette section peuvent être confirmées par les bases de données cinématographiques IMDb et Allociné,  présentes dans la section « Liens externes ».
- Titre français : Nom de code : Nina
- Titre original : Point of No Return (titré The Assassin en vidéo et dans certains pays anglo-saxons)
- Titre québécois : Sans retour
- Réalisateur : John Badham
- Scénario : Robert Getchell et Alexandra Seros, d'après le scénario original de Luc Besson
- Musique : Hans Zimmer (additionnelle : Nick Glennie-Smith et Bob Daspit)
- Photographie : Michael W. Watkins
- Montage : Frank Morriss
- Production : Art Linson
- Société de production : Art Linson Productions et Warner Bros.
- Société de distribution : Warner Bros.
- Langues originales : anglais, français
- Genre : thriller, espionnage, action
- Dates de sortie :
  - États-Unis :19 mars 1993
  - France : 14 juillet 1993

## Distribution
- Bridget Fonda (VF : Virginie Ledieu ; VQ : Marie-Andrée Corneille) : Maggie Hayward / Claudia Anne Doran / Nina
- Gabriel Byrne (VF : Emmanuel Jacomy ; VQ : Jacques Brouillet) : Bob
- Dermot Mulroney (VF : Bernard Gabay ; VQ : Daniel Picard) : J. P.
- Miguel Ferrer (VF : Jean-François Poron ; VQ : Luc Durand) : Kaufman
- Anne Bancroft (VF : Danielle Volle ; VQ : Yolande Roy) : Amanda
- Olivia d'Abo (VF : Gabriella Bonavera) : Angela
- Richard Romanus (VQ : Jean Fontaine) : Fahd Bahktiar
- Harvey Keitel (VQ : Jean-Marie Moncelet) : Victor, le nettoyeur
- Lorraine Toussaint (VF : Maïk Darah ; VQ : Johanne Léveillé) : Beth
- Xander Berkeley : John Patrick Earl
- Michael Rapaport (VF : Jean-François Aupied) : Big Stan
- Ray Oriel : Burt
- Spike McClure : Johnny D
- Geoffrey Lewis (VF : René Bériard) : le pharmacien
- Mic Rodgers : un flic
- Lieux Dressler : la mère de Johnny
- John Badham : un garçon d'étage (caméo)
- Michael Watkins : un garde (caméo)

## Production
La réalisation de ce remake de Nikita de Luc Besson (1990) a été proposée à Luc Besson, qui a refusé le projet. 
Jodie Foster et Winona Ryder ont refusé le rôle principal alors que Julia Roberts, Nicole Kidman ou encore Daryl Hannah sont envisagées. Halle Berry a quant à elle convoité le rôle mais le réalisateur John Badham trouve qu'elle ne correspond pas au personnage.
Antonio Banderas est envisagé pour incarner Bob.
Le tournage a lieu de mars à juin 1992. Il se déroule à La Nouvelle-Orléans (notamment le Vieux carré français), à Washington, D.C. (Tidal Basin, Woodrow Wilson Plaza, Robert F. Kennedy Department of Justice Building (en), North Capitol Street), dans les Warner Bros. Studios de Burbank (Californie), à Los Angeles (Venice, Inter-Continental Hotel, ...) ou encore dans un hôtel Marriott de Culver City.
Durant le tournage, le film s'intitule Nikita. En postproduction, le producteur Art Linson et Warner Bros. décident de le renommer The Specialist. Cependant, le studio préfère finalement Point of No Return, alors que The Assassin's Heart ou Sweet Hot Steel sont envisagés. Le titre The Specialist est finalement utilisé par la Warner pour un projet de film à venir, qui sortira en France sous le titre L'Expert en 1994.

## Musique
La musique est initialement composée par Gary Chang, mais son travail est finalement rejeté. Il est remplacé par Hans Zimmer.
Le personnage principal étant fan de Nina Simone, on peut entendre plusieurs de ses chansons dans le film : Here Comes the Sun, I Want a Little Sugar in My Bowl, Feeling Good, Wild Is the Wind et Black Is the Colour (of My True Love's Hair).

## Accueil

### Critique
Le film reçoit des critiques globalement négatives de la part de la presse. Le célèbre critique du Chicago Sun-Times Roger Ebert, qui avait noté Nikita 3,5⁄4, donne au remake la note de 3⁄4 en précisant que le film est « une adaptation efficace et fidèle et Bridget Fonda gère les changements d'identités de son rôle avec intensité et conviction, bien qu'elle n'ait pas la même tristesse presque poétique qu'Anne Parillaud apportait au film original. Si je n'ai pas ressenti le même degré d’implication avec Nom de code : Nina que je l’ai fait avec Nikita, c’est peut-être parce que les deux films sont tellement similaires dans l’intrigue, le regard et la sensation. J’ai eu une impression de déjà vu tout au long du film. Il y a quelques changements, la plupart du temps pas pour le mieux. En faisant du petit ami de l’héroïne un photographe cette fois au lieu d’un caissier, le film perd l’émouvant de leur relation ; Nikita aimait son caissier précisément parce qu’il manquait complètement d’agressivité ». Sur l'agrégateur américain Rotten Tomatoes, il obtient 50% d'opinions favorables, pour 24 critiques et une note moyenne de 5,46⁄10.

### Box-office
Aux États-Unis, le film débute à la seconde place du box-office pour son premier week-end d'exploitation et ne récolte finalement que 30 038 362 $,. En France, il n'attire que 55 148 spectateurs en salles.

## Commentaires
Le film sort en salles aux États-Unis sous le titre Point of No Return, mais a connu une exploitation vidéo record sous le titre The Assassin. Après son échec au box-office américain, il sortira également sous ce titre dans certains pays.
Il s'agit d'un remake très fidèle au film Nikita de Luc Besson, avec quelques petites différences notables cependant : 
- dans Nikita, Joséphine doit dérober des documents dans une ambassade en se faisant passer pour l'ambassadeur ; dans le remake, Nina se déguise en petite-amie d'un riche industriel du Moyen-Orient qui possède une disquette avec des informations nucléaires, et vient le braquer chez lui.
- dans Nikita, le nettoyeur Victor meurt en voiture après s'être enfui de l'ambassade avec Joséphine. Dans le remake, il tente d'éliminer Nina alors qu'ils sont en voiture sur une route de montagne, Victor finissant écrasé par la voiture dans un ravin.